# Yarborough
Yarborough – dzielnica miasta Grimsby, w Anglii, w Lincolnshire, w dystrykcie (unitary authority) North East Lincolnshire. W 2011 roku dzielnica liczyła 11 504 mieszkańców.